# Vesicularia soyauxii
Vesicularia soyauxii är en bladmossart som beskrevs av Brotherus 1908. Vesicularia soyauxii ingår i släktet Vesicularia och familjen Hypnaceae. Inga underarter finns listade i Catalogue of Life.